# Dactylopsila trivirgata
Dactylopsila trivirgata é uma espécie de marsupial da família Petauridae. Pode ser encontrada na ilha de Nova Guiné e na Austrália.